# 加查拉

加查拉是哥倫比亞的城鎮，位於該國中部，由昆迪納馬卡省負責管轄，距離首府波哥大142公里，始建於1810年，面積448平方公里，海拔高度1,516米，2005年人口5,751。
4°42′N 73°31′W / 4.700°N 73.517°W